# Примас Испании

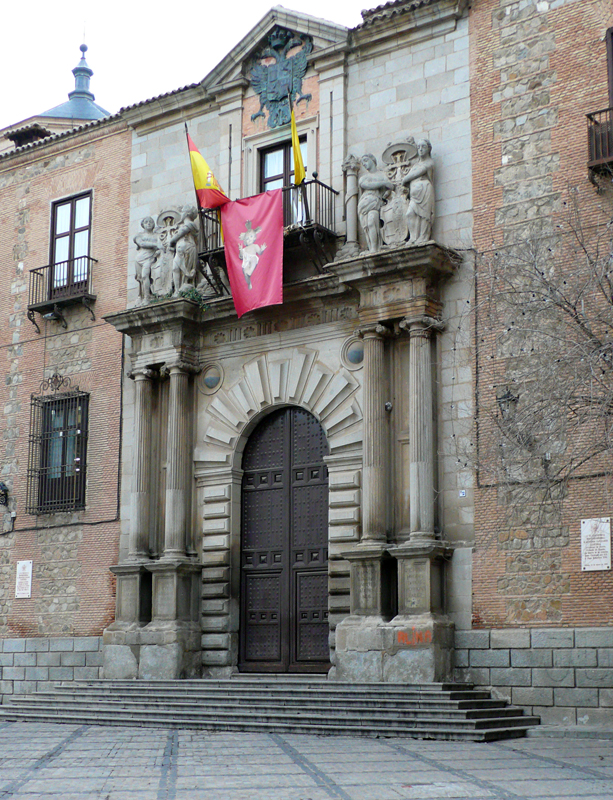
Резиденция примаса Испании в Толедо

Примас Испании — епископ, обладающий высшей духовной юрисдикцией на территории Иберийского полуострова. С VII века примасом Испании принято считать архиепископа Толедо, хотя его верховенство не признают архиепископы Таррагоны (территория бывшего королевства Арагон) и Браги (территория Португалии).

## Статус Толедо
В римских провинциях верховным предстоятелем считался епископ главного города провинции: в Испании Карфагенской — Картахены, в Испании Тарраконской — Тарракона, в Лузитании — Браги (по другим сведениям, Асторги). 
В начале VII века, когда флот Юстиниана завладел приморскими городами, включая Картахену, вестготский король Гундемар созвал в своей столице Толедо церковный собор. Епископы постановили считать старшей из всех представленных епископских кафедр не Картахену, а Толедо. Именно в Толедо с 397 по 708 годы проходили поместные соборы, на которые съезжались епископы со всего Вестготского королевства.
Хотя подлинность декретов созванного Гундемаром собора оспаривается, де факто именно за Толедо закрепился статус религиозной столицы Испании. После арабского завоевания Испании в 700-е годы Толедо оказался в руках арабов. Христианские королевства на севере Испании оказались без своего примаса. На западе этих территорий признавался авторитет архиепископа Ошского, а на востоке — Нарбоннского.
В 1085 г. кастильский король отвоевал у арабов Толедо, а 30 лет спустя христианам был возвращён другой древний церковный центр — Таррагона. Папской буллой 1088 года (Cunctis Sanctorum) за Толедо был закреплён принадлежавший ему ранее статус митрополии. В продолжение XV века значение толедского архиепископа сильно выросло. Ему были подчинены епископы Паленсии, Сеговии, Сигуэнсы, Кордовы и др. По доходам архиепископ Толедо уступал в католическом мире только папе римскому.
На протяжении столетия с 1446 по 1545 гг. толедскую кафедру последовательно занимали шесть великих епископов, которые пользовались огромным политическим влиянием и выступали в роли королевских советников, — Каррильо де Акунья, Гонсалес де Мендоса, Хименес де Сиснерос, Круа, Фонсека и Тавера.

## Споры
После отвоевания Толедо у мавров верховенство местного епископа над остальными оспаривали архиепископы Таррагоны и Браги. Споры имели политическую подоплёку: Толедо, Таррагона и Брага находились в пределах трёх соперничавших королевств — Кастилии, Арагона и Португалии, соответственно. Каждый из иерархов короновал монарха того государства, на территории которого располагалась его кафедра. На Тридентском соборе архиепископы Толедо и Браги долго не могли решить, кому из них следует отвести более почётное место. Папская курия на такие запросы отвечала уклончиво.